# Championnat du monde de badminton par équipes masculines 1988
Navigation
Jakarta 1986 Tokyo 1990
La 15e édition du championnat du monde de badminton par équipes masculines, appelé également Thomas Cup a lieu en mai 1988 à Kuala Lumpur en Malaisie.

## Format de la compétition
35 nations participent à la Thomas Cup. À l'issue d'une phase de qualifications, 6 équipes accèdent à la phase finale où elles sont rejointes par le tenant du titre et le pays organisateur, qualifiés d'office.
Les 8 nations participantes sont placées dans 2 groupes de 4 équipes, où chacune rencontre les 3 autres. Les deux premiers se qualifient pour des demi-finales croisées.
Chaque rencontre se joue en 5 matches : 3 simples et 2 doubles qui peuvent être joués dans n'importe quel ordre (accord entre les équipes).

## Qualifications
- Qualifié pour la phase finale

| Groupe A             | Groupe A | Groupe A             |
| -------------------- | -------- | -------------------- |
| Danemark             | 5-0      | Belgique             |
| Danemark             | 5-0      | Espagne              |
| Danemark             | 5-0      | Pays de Galles       |
| Pays de Galles       | 4-1      | Belgique             |
| Pays de Galles       | 5-0      | Espagne              |
| Belgique             | 5-0      | Espagne              |
| Groupe B             |          |                      |
| Suède                | 5-0      | Islande              |
| Suède                | 5-0      | Finlande             |
| Suède                | 5-0      | Autriche             |
| Islande              | 3-2      | Autriche             |
| Islande              | 3-2      | Finlande             |
| Finlande             | 3-2      | Autriche             |
| Groupe C             |          |                      |
| Pays-Bas             | 4-1      | Norvège              |
| Pays-Bas             | 5-0      | Mozambique           |
| Pays-Bas             | 5-0      | Irlande              |
| Pays-Bas             | 4-1      | Allemagne de l'Ouest |
| Norvège              | 5-0      | Mozambique           |
| Norvège              | 4-1      | Irlande              |
| Norvège              | 3-2      | Allemagne de l'Ouest |
| Allemagne de l'Ouest | 4-1      | Irlande              |
| Allemagne de l'Ouest | 5-0      | Mozambique           |
| Irlande              | 5-0      | Mozambique           |
| Groupe D             |          |                      |
| Angleterre           | 5-0      | Suisse               |
| Angleterre           | 5-0      | France               |
| Angleterre           | 4-1      | Écosse               |
| Écosse               | 5-0      | France               |
| Écosse               | 5-0      | Suisse               |
| Suisse               | 3-2      | France               |
| Demi-finales         |          |                      |
| Angleterre           | 5-0      | Pays-Bas             |
| Danemark             | 5-0      | Suède                |
| Troisième place      |          |                      |
| Suède                | 3-2      | Pays-Bas             |
| Finale               |          |                      |
| Danemark             | 5-0      | Angleterre           |

| Groupe unique       | Groupe unique | Groupe unique    |
| ------------------- | ------------- | ---------------- |
| Indonésie           | 5-0           | Nouvelle-Zélande |
| Indonésie           | 5-0           | Singapour        |
| Indonésie           | 5-0           | Australie        |
| Australie           | 4-1           | Singapour        |
| Singapour           | 3-2           | Nouvelle-Zélande |
| Australie           | ?             | Nouvelle-Zélande |
| Indonésie qualifiée |               |                  |

| Groupe unique  | Groupe unique | Groupe unique |
| -------------- | ------------- | ------------- |
| Inde           | 5-0           | Sri Lanka     |
| Inde           | 3-2           | Japon         |
| Inde           | 3-2           | Thaïlande     |
| Inde           | 5-0           | Népal         |
| Japon          | 5-0           | Thaïlande     |
| Japon          | 5-0           | Népal         |
| Japon          | 5-0           | Sri Lanka     |
| Thaïlande      | 5-0           | Népal         |
| Thaïlande      | 5-0           | Sri Lanka     |
| Népal          | 3-2           | Sri Lanka     |
| Inde qualifiée |               |               |

| Groupe A       | Groupe A | Groupe A       |
| -------------- | -------- | -------------- |
| Corée du Sud   | 5-0      | Pérou          |
| Corée du Sud   | 5-0      | Pakistan       |
| Corée du Sud   | 5-0      | Taipei chinois |
| Taipei chinois | 5-0      | Pakistan       |
| Taipei chinois | 3-2      | Pérou          |
| Pakistan       | 3-2      | Pérou          |
| Groupe B       |          |                |
| États-Unis     | 4-1      | Hong Kong      |
| États-Unis     | 3-2      | Canada         |
| États-Unis     | 5-0      | Guatemala      |
| Canada         | 5-0      | Guatemala      |
| Canada         | 5-0      | Hong Kong      |
| Guatemala      | 0-5      | Hong Kong      |
| Finale         |          |                |
| Corée du Sud   | 5-0      | États-Unis     |

## Tournoi final

### Pays participants
| Confédération   | Pays                      |
| --------------- | ------------------------- |
| Asie            | Inde Indonésie            |
| Europe          | Angleterre Danemark Suède |
| Amériques       | Corée du Sud              |
| Tenant du titre | Chine                     |
| Pays hôte       | Malaisie                  |

### Phase de groupes

#### Groupe A
| Équipe     | J | G | P |
| ---------- | - | - | - |
| Chine      | 3 | 3 | 0 |
| Malaisie   | 3 | 2 | 1 |
| Angleterre | 3 | 1 | 2 |
| Inde       | 3 | 0 | 3 |

| Résultats  | Résultats | Résultats  |
| ---------- | --------- | ---------- |
| Chine      | 4-1       | Angleterre |
| Chine      | 5-0       | Inde       |
| Chine      | 3-2       | Malaisie   |
| Malaisie   | 5-0       | Inde       |
| Malaisie   | 4-1       | Angleterre |
| Angleterre | 4-1       | Inde       |

#### Groupe B
| Équipe       | J | G | P |
| ------------ | - | - | - |
| Indonésie    | 3 | 3 | 0 |
| Danemark     | 3 | 2 | 1 |
| Corée du Sud | 3 | 1 | 2 |
| Suède        | 3 | 0 | 3 |

| Résultats    | Résultats | Résultats    |
| ------------ | --------- | ------------ |
| Indonésie    | 5-0       | Suède        |
| Indonésie    | 4-1       | Corée du Sud |
| Indonésie    | 3-2       | Danemark     |
| Danemark     | 4-1       | Suède        |
| Danemark     | 4-1       | Corée du Sud |
| Corée du Sud | 3-2       | Suède        |

### Phase finale

#### Tableau
|  | Demi-finales | Demi-finales |                        |   | Finale | Finale |
|  | Demi-finales | Demi-finales |                        |   | Finale | Finale |
|  |              |              |                        |   |        |        |
|  |              |              |                        |   |        |        |
|  |              |              |                        |   |        |        |
|  | Malaisie     | 3            |                        |   |        |        |
|  | Malaisie     | 3            |                        |   |        |        |
|  | Indonésie    | 2            |                        |   |        |        |
|  | Indonésie    | 2            | Malaisie               | 1 |        |        |
|  |              |              | Malaisie               | 1 |        |        |
|  |              | Chine        | 4                      |   |        |        |
|  | Danemark     | Chine        | 4                      | 0 |        |        |
|  | Danemark     |              |                        | 0 |        |        |
|  | Chine        | 5            |                        |   |        |        |
|  | Chine        | 5            | Match pour la 3e place |   |        |        |
|  |              |              |                        |   |        |        |
|  |              |              |                        |   |        |        |
|  |              |              |                        |   |        |        |
|  | Indonésie    | 5            |                        |   |        |        |
|  | Indonésie    | 5            |                        |   |        |        |
|  | Danemark     | 0            |                        |   |        |        |
|  | Danemark     | 0            |                        |   |        |        |

#### Finale
| mai 1988 | Chine                     | 4 - 1 | Malaisie                        | Score        |
| -------- | ------------------------- | ----- | ------------------------------- | ------------ |
| SH       | Yang Yang                 | 1-0   | Misbun Sidek                    | 15-2, 15-2   |
| DH       | Tian Bingyi / Li Yongbo   | 0-1   | Razif Sidek / Jalani Sidek      | 12-15, 1-15  |
| SH       | Xiong Guobao              | 1-0   | Foo Kok Keong                   | 15-2, 15-11  |
| DH       | Chen Kang / Chen Hongyong | 1-0   | Ong Beng Teong / Cheah Soon Kit | 15-12, 15-12 |
| DH       | Zhao Jianhua              | 1-0   | Rashid Sidek                    | 15-12, 15-9  |